# Prignano sulla Secchia
Prignano sulla Secchia är en ort och kommun i provinsen Modena i regionen Emilia-Romagna i Italien. Kommunen hade 3 734 invånare (2018).